# Α-吡咯烷基苯异己酮
α-吡咯烷基苯异己酮（英語：α-Pyrrolidinoisohexanophenone，缩写：α-PiHP）是一种含氮有机化合物，分子式C16H23NO，属于卡西酮衍生物，具有去甲腎上腺素-多巴胺再吸收抑制劑作用，2016年在斯洛文尼亚被发现。